# Toxicodendron hirtellum
Toxicodendron hirtellum är en sumakväxtart som beskrevs av Cheng Yih Wu. Toxicodendron hirtellum ingår i släktet Toxicodendron och familjen sumakväxter. Inga underarter finns listade i Catalogue of Life.